# Zemrën e lamë peng
Zemrën e lamë peng (dall'albanese: Abbiamo lasciato in ostaggio il nostro cuore) è un singolo della cantante albanese Olta Boka, pubblicato nel 2007 dall'emittente albanese RTSH.
Il brano ha vinto il 46° Festivali i Këngës, rappresentando l'Albania all'Eurovision Song Contest 2008 e classificandosi al 17º posto nella finale dell'evento.

## Composizione e pubblicazione
Il brano è stato scritto in lingua albanese da Pandi Laço e composto da Adrian Hila. È stato pubblicato nel 2007 per prendere parte al 46° Festivali i Këngës, e in seguito alla vittoria è stato ripubblicato dall'emittente RTSH nel corso dell'anno successivo sotto forma di CD e DVD.

## Tracce

### CD
Testi di Pandi Laço, musiche di Adrian Hila.
1. Zemrën e lamë peng – 2:57